# Plaid
Plaid es un dúo británico radicado en Londres de música electrónica formado por Andy Turner y Ed Handley. 
Ambos formaban parte anteriormente de The Black Dog y utilizaron otros nombres, como Atypic (Andrew Turner) y Balil (Ed Handley), antes de formar Plaid. 
Por otra parte, bajo el seudónimo de Crewmunity han editado el tema "Boneskin" en el compilado de varios artistas Freezone 4: Dangerous Lullabies (1997).
Han colaborado con vocalistas femeninas como Mara Carlyle, Nicolette y Björk, y han publicado en sellos como Clear, Peacefrog, Black Dog Productions y Warp Records.
Aparte de su propio material, Plaid ha llevado a cabo una importante labor de remezcla para otros artistas, entre los que se encuentran Red Snapper, Björk, Goldfrapp y The Irresistible Force. El disco Parts in the Post (2003) contiene algunos de esos remixes.

## Discografía

### Álbumes
- 1991 Mbuki Mvuki
- 1997 Not for Threes
- 1999 Rest Proof Clockwork
- 2001 Double Figure
- 2003 Spokes
- 2006 Greedy Baby (CD/DVD con Bob Jaroc)
- 2006 Tekkon Kinkreet (Banda sonora para el anime de Michael Arias)
- 2008 Heaven's Door (Banda sonora para la película de Michael Arias)
- 2010 Scintilli
- 2014 Reachy Prints
- 2016 The Digging Remedy
- 2019 Polymer
- 2021 Feorm Falorx

### EP
- 1992 Scoobs in Columbia
- 1995 Android
- 1997 Undoneson
- 1999 Peel Session
- 2000 Booc
- 2002 P-Brane

### Recopilatorios
- 2000 Trainer (colección de su primer material)
- 2003 Parts in the Post (colección de remixes)
- 2003 Dial P (mix álbum)

### Proyectos visuales
- 2005 Greedy Baby